# Esch-sur-Alzette (kanton)
Esch-sur-Alzette er en kanton i distriktet Luxembourg i storhertugdømmet Luxembourg. Kantonen ligger sydvest i landet og har et areal på 242,77 km². I 2005 havde kantonen 146.061 indbyggere og det administrative center ligger i byen Esch-sur-Alzette.

## Kommuner
Kantonen Esch-sur-Alzette består af fjorten kommuner. I tabellen opgives antal indbyggere pr. 1. januar 2005.
| #   | Kommuner          | Indbyggere |
| --- | ----------------- | ---------- |
| 1.  | Esch-sur-Alzette  | 28.000     |
| 2.  | Differdange       | 19.005     |
| 3.  | Dudelange         | 17.618     |
| 4.  | Pétange           | 14.632     |
| 5.  | Sanem             | 13.864     |
| 6.  | Bettemburg        | 9.234      |
| 7.  | Schifflange       | 8.084      |
| 8.  | Kayl              | 7.335      |
| 9.  | Monnerich         | 6.099      |
| 10. | Roeser            | 4.714      |
| 11. | Rumelange         | 4.495      |
| 12. | Frisange          | 3.170      |
| 13. | Reckange-sur-Mess | 1.908      |
| 14. | Leudelange        | 1.903      |

49°30′N 6°00′Ø / 49.5°N 6°Ø